# Newe Charif
Newe Charif (hebr.: נווה חריף) – kibuc położony w samorządzie regionu Chewel Elot, w Dystrykcie Południowym, w Izraelu.
Leży w południowej części pustyni Negew, na północ od miasta Ejlat.
Członek Ruchu Kibuców (Ha-Tenu’a ha-Kibbucit).

## Historia
Kibuc został założony w 1983.

## Gospodarka
Gospodarka kibucu opiera się na sadownictwie i turystyce.

## Komunikacja
Przy kibucu przebiega droga ekspresowa nr 40  (Kefar Sawa-Ketura).